# Louisiane (Nouvelle-France)
Pour les articles homonymes, voir Louisiane (homonymie) et Nouvelle-France (homonymie).
 (octobre 2020).
Si vous disposez d'ouvrages ou d'articles de référence ou si vous connaissez des sites web de qualité traitant du thème abordé ici, merci de compléter l'article en donnant les références utiles à sa vérifiabilité et en les liant à la section « Notes et références ».
1682–1762
1800–1803
Entités précédentes :
- Territoire indigène (1682)
- Louisiane espagnole (1800)

Entités suivantes :
- Louisiane espagnole (1762)
- Réserve indienne (en) (1762)
- Province de Québec (1762)
- Territoire de Louisiane (1803)
- Territoire d'Orléans (1804)

La Louisiane ou Louisiane française a été un territoire de la Nouvelle-France, espace contrôlé par les Français en Amérique du Nord, aux XVIIe et XVIIIe siècles. Elle est baptisée en l'honneur du roi Louis XIV par l'explorateur Cavelier de La Salle (1643-1687). Immense espace allant des Grands Lacs au golfe du Mexique, elle est divisée en deux secteurs appelés « Haute-Louisiane » au nord de la rivière Arkansas (appelé parfois le « Pays des Illinois ») et « Basse-Louisiane » au sud. Le fleuve Mississippi constitue l'épine dorsale de la colonie. 
Aujourd'hui, l'État américain de la Louisiane ne représente qu'une infime partie de ce qu'était la Louisiane au XVIIIe siècle. Globalement, la Louisiane a peu été mise en valeur par manque de moyens humains et financiers. La monarchie française a noué néanmoins de solides alliances avec divers peuples autochtones. 
À la suite de la coûteuse guerre de Sept Ans, la partie occidentale (rive droite du Mississippi) est cédée à l'allié espagnol par le traité de Fontainebleau, tandis que la partie orientale de la Louisiane (rive gauche du Mississippi), qui va prendre rapidement le nom de « Territoires indiens », est cédée en 1763 à l'Angleterre par le traité de Paris. La France récupère un temps sa souveraineté sur la portion espagnole de la Louisiane en 1800 (traité de San Idelfonso), mais le Premier consul Napoléon Bonaparte s'en sépare définitivement en 1803, par le traité de Washington, au profit des États-Unis.

## Le cadre géographique et naturel

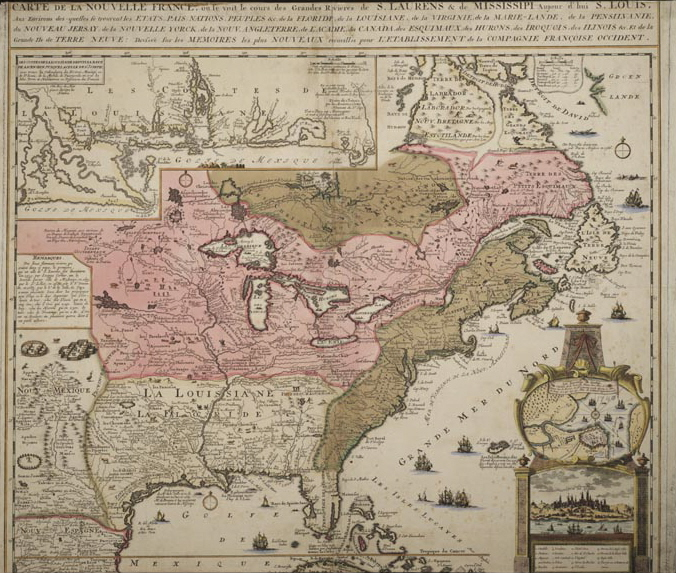
Carte des territoires colonisés ayant constitué la Nouvelle-France (le Canada y est indiqué en rose, s'étendant jusqu'à la frontière de la Louisiane). La carte de base est de Nicolas de Fer, et fut réalisée en 1719.

Au XVIIIe siècle, la Louisiane française s'étend sur une grande partie du centre des États-Unis actuels. Il est difficile de délimiter avec précision cette zone d'influence diffuse, mais Jefferson et les Américains, qui rachetèrent en 1803 la partie occidentale, l'estimaient à environ 2,145 millions de km2. 
Elle n'a pas de frontières (au sens moderne) bien définies ; l'aire la plus peuplée et la plus fortifiée se réduit en réalité à la vallée du Mississippi. Au nord, la Louisiane s'étend jusqu'à Terre-Haute sur le Wabash. Elle inclut le pays des Illinois. À l'est, la chaîne des Appalaches la sépare des treize colonies britanniques. Enfin, la région des Grandes Plaines, à l'ouest, marque la fin de la présence française et le début de l'« Ouest sauvage », dominé par les nations autochtones d’Amérique du Nord. Au sud, la Louisiane française s'ouvre sur le golfe du Mexique, la voie d'accès maritime principale de la colonie.
Le relief est plutôt plat et ne constitue pas un obstacle majeur à la colonisation européenne. Les altitudes sont partout inférieures à 1 000 mètres, même si le nord de la région est plus élevé que la partie méridionale, exception faite des monts Ozarks.
Ce sont donc davantage les données climatiques qui permettent de séparer la Louisiane française en deux ensembles géographiques : Basse-Louisiane (au sud) et Haute-Louisiane (au nord). Les deux régions sont parcourues par un même axe fluvial, le Mississippi.

### Basse-Louisiane

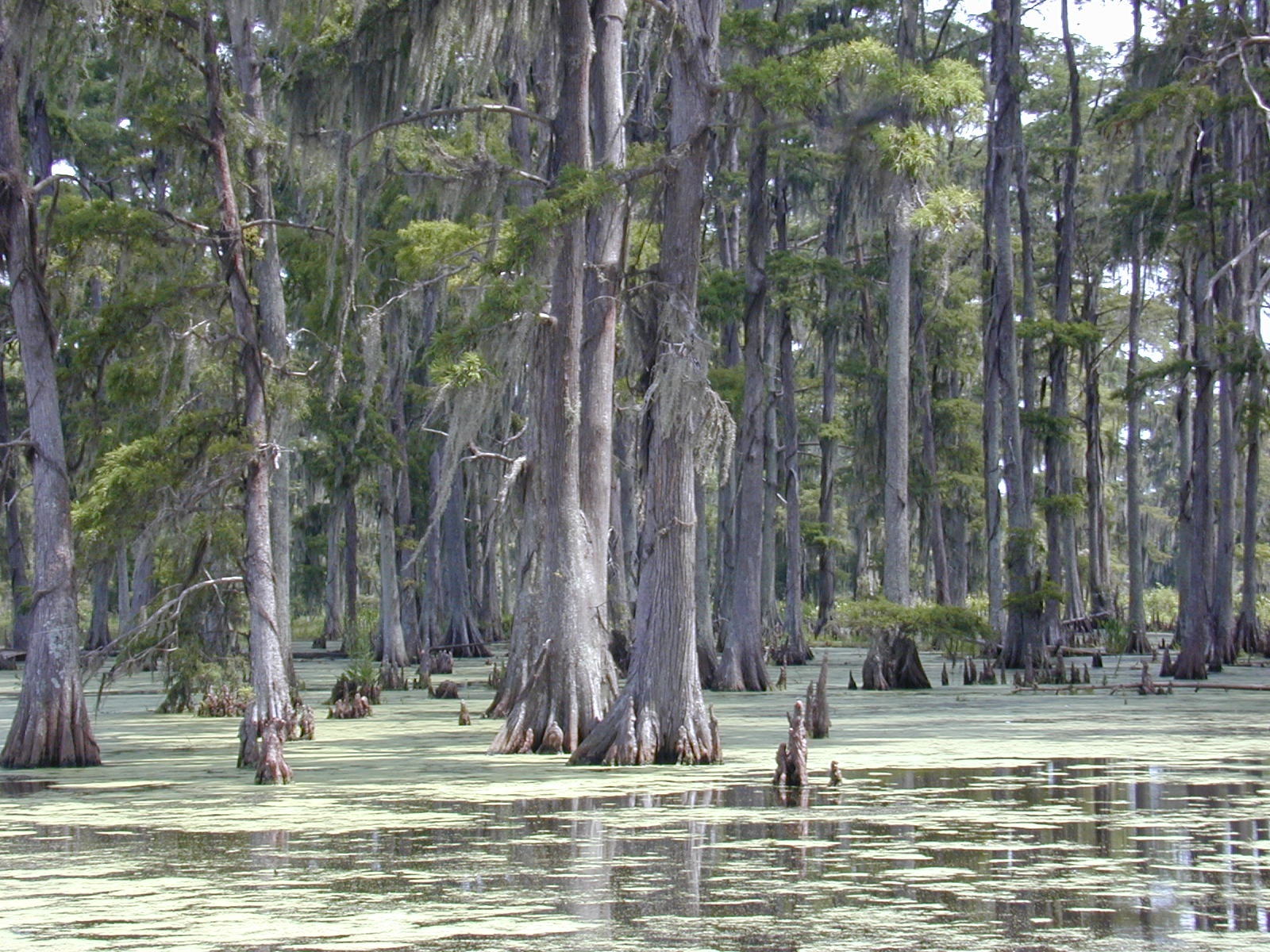
Marécages en Louisiane.

La Basse-Louisiane est soumise à un climat tropical, marqué par les cyclones tropicaux à la fin de l'été et au début de l'automne. Le gel hivernal épargne généralement cette région : ces conditions permettent la culture du riz, du tabac, de l'indigo, comme aux Antilles. Le paysage se caractérise par des zones humides et marécageuses, souvent insalubres, dans le delta du Mississippi et le bayou : il s'agit de bras et de méandres abandonnés par le fleuve et qui forment de longues voies d'eau stagnante, et constituent un réseau navigable de milliers de kilomètres.

### Haute-Louisiane
La Haute-Louisiane (Pays des Illinois) est le domaine des Grandes Plaines fertiles. Son climat demeure marqué par la continentalité et l'influence des masses d'air polaire en hiver ou tropical en été. Au XVIIe siècle, la région était couverte de forêts abritant des animaux à fourrure. Pendant la colonisation française, et même après, le Pays des Illinois sert de grenier à blé de la Louisiane.

## Histoire

### Chronologie sommaire

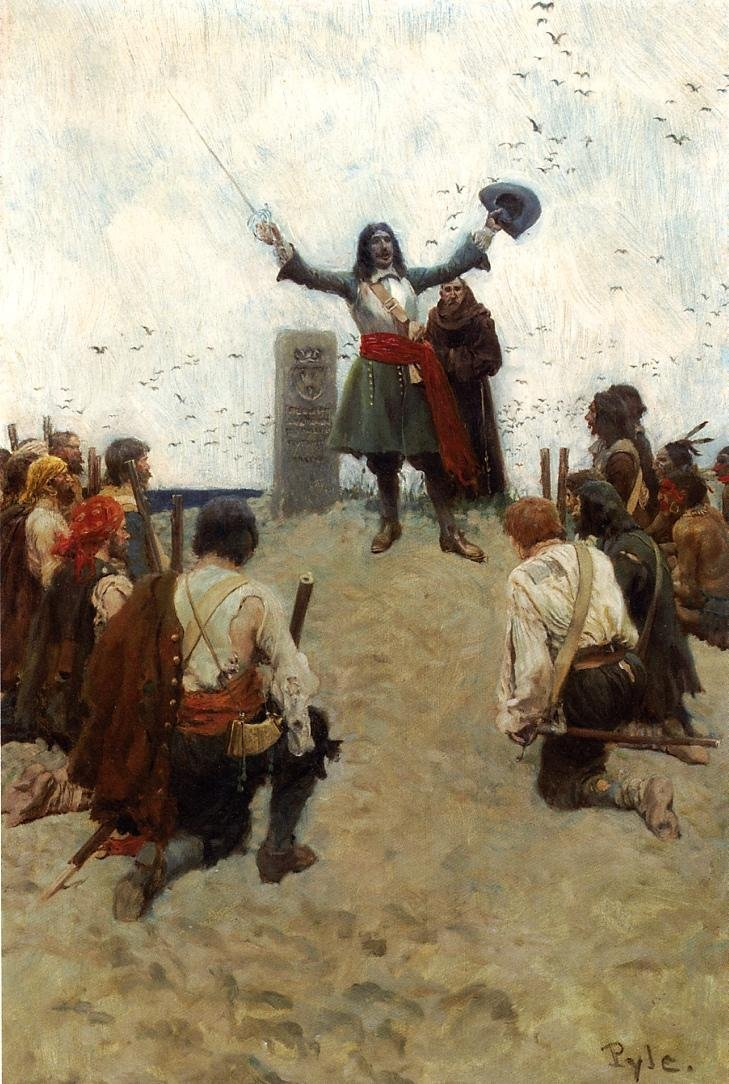
Cavelier de La Salle prend possession de la Louisiane au bord du Mississippi (Howard Pyle, 1905).

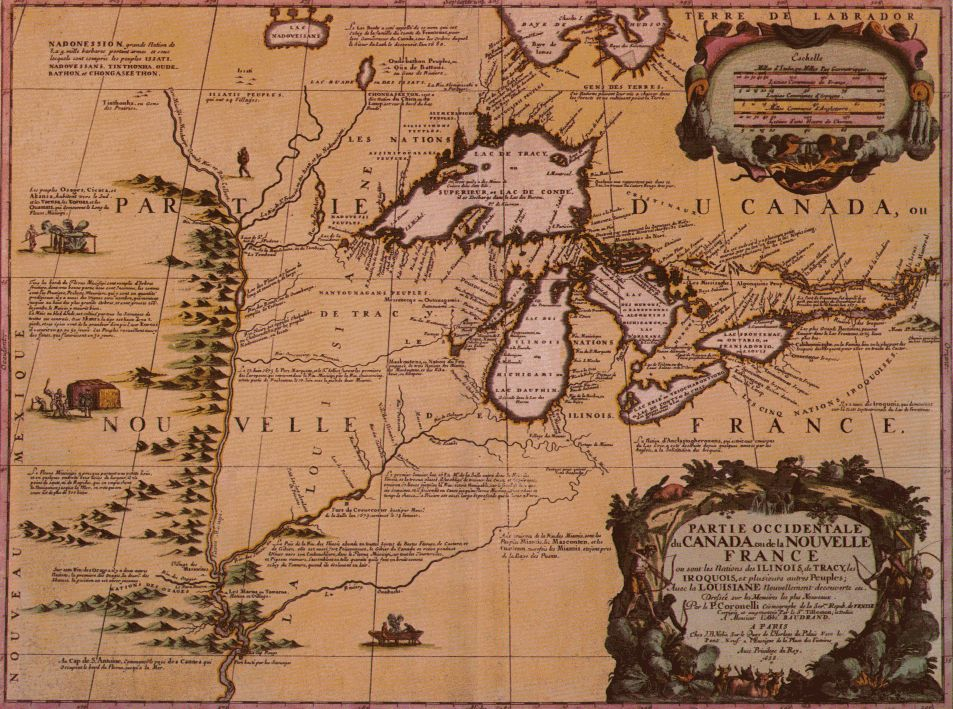
Carte de la Nouvelle-France en 1688.

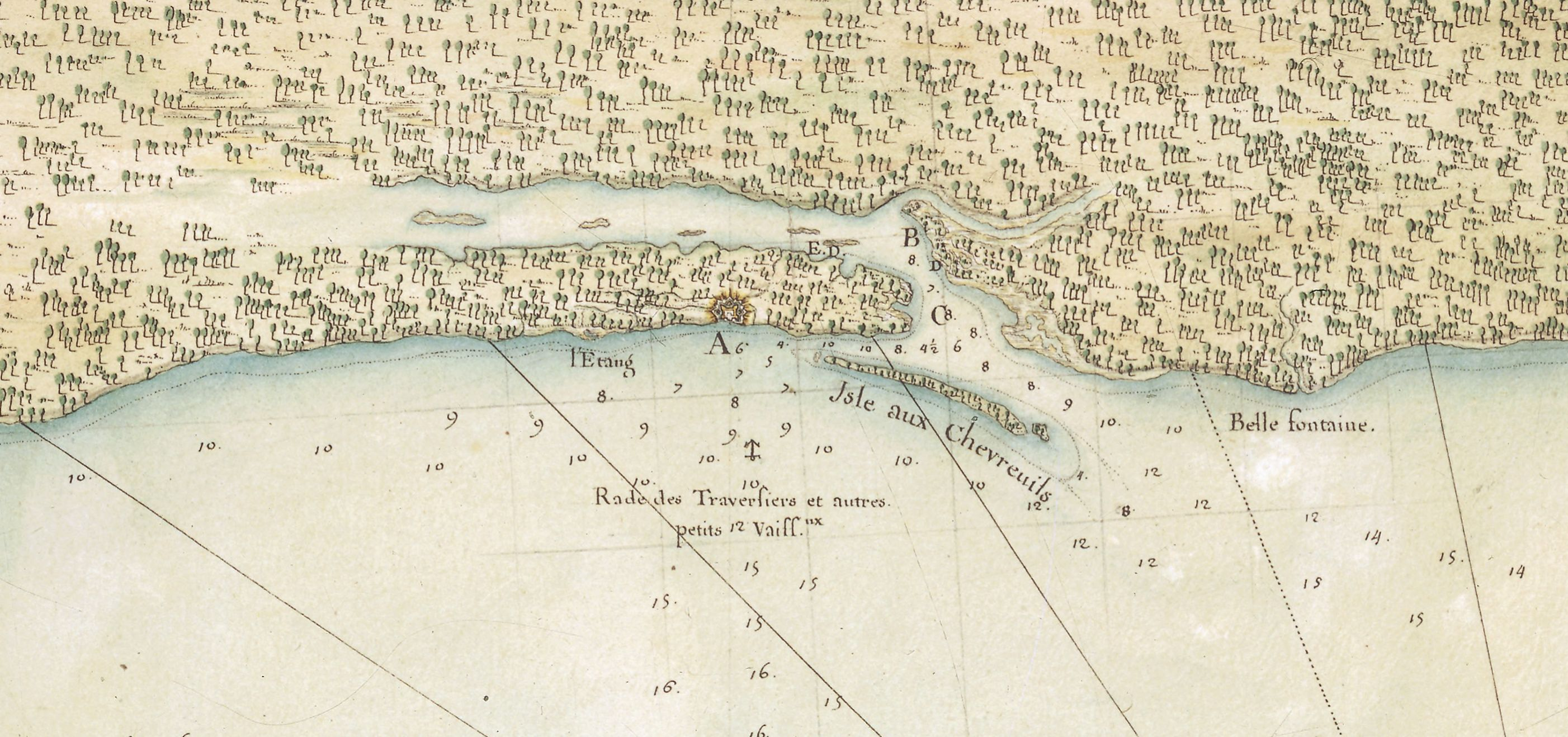
Carte de la région du fort Maurepas et de la colonie de Biloxi (1699-1700).

- 1673 : Les Français Louis Jolliet (né en Nouvelle-France) et Jacques Marquette commencent l'exploration du fleuve Mississippi.
- 1679 : Cavelier de La Salle et Henri Tonti fondent le fort Crèvecœur au bord de la rivière Illinois, affluent du fleuve Mississippi au Pays des Illinois.
- 1682 : Cavelier de La Salle descend le Mississippi jusqu'à son embouchure. Le 9 avril, prise de possession de la Louisiane au nom de Louis XIV. Retour vers la Haute-Louisiane et début de la construction du futur fort Saint-Louis du Rocher, puis du fort Prud'homme
- 1683 : Cavelier de La Salle installe des soldats dans le tout nouveau fort Saint-Louis des Illinois dénommé fort Saint-Louis du Rocher.
- 1685 : Fondation du fort Saint-Louis, dans l'actuel Texas.
- 1699 : Pierre Le Moyne d'Iberville reconnaît la côte de la Louisiane et fonde le fort Maurepas autour duquel s'organise la colonie de Biloxi qui devient la première capitale de la Louisiane jusqu'en 1710.
- 1701 : Cadillac fonde Détroit.
- 1710 : La Mobile devient la capitale de la Louisiane.
- 1712 : Début du monopole d'Antoine Crozat.
- 1713 : Début de la traite des Noirs en Louisiane.
- 1717 : Début du monopole de la Compagnie d'Occident.
- 1718 : Fondation de La Nouvelle-Orléans.
- 1719 : Guerre franco-espagnole de 1719. Les Français prennent la ville espagnole de Pensacola.
- 1720 : Fondation du fort de Chartres au bord du fleuve Mississippi et au centre du Pays des Illinois.
- 1721 : Effondrement de la Compagnie d'Occident qui devient une régie royale.
- 1723 : La Nouvelle-Orléans devient officiellement la capitale de la Louisiane française.
- 1726 : Étienne de Perier remplace Pierre Dugué de Boisbriant dans sa fonction de gouverneur colonial.
- 1730 : Destruction des Natchez par le gouverneur Étienne de Perier (révolte des Natchez).
- 1731 : Rétrocession de la Louisiane à la Couronne.
- 1732 : Finition de la construction du fort Vincennes commencé l'année précédente, par François-Marie Bissot de Vincennes.
- 1733 : Jean-Baptiste Le Moyne de Bienville remplace Étienne de Perier au poste de gouverneur colonial.
- 1736 : Échec de la première expédition de Jean-Baptiste Le Moyne de Bienville contre les Chicassas alliés aux Anglais.
- 1739 : Jean-Baptiste Le Moyne de Bienville fait édifier le fort de l'Assomption au cœur de la Louisiane française sur le Mississippi.
- 1744 : Début de la guerre de Succession d'Autriche.
- 1756 : Début de la guerre de Sept Ans.
- 1762 : Traité de Fontainebleau, la France perd la partie occidentale de la Louisiane (rive ouest du Mississippi, ou droite en regardant dans le sens du courant) au profit de l'Espagne.
- 1763 : Traité de Paris, la France perd le Canada et l'est de la Louisiane au profit de l'Angleterre.
- 1764 : Fondation de Saint-Louis (Missouri).
- 1766 : Antonio de Ulloa, premier gouverneur espagnol, arrive dans la colonie.
- 1768 : Antonio de Ulloa est renversé par les colons français et canadiens mécontents et ils déclarent leur indépendance (rébellion de La Nouvelle-Orléans).
- 1769 : Le général O'Reilly reprend le pouvoir dans la colonie au nom de l'Espagne.
- 1771 : Luis de Unzaga y Amézaga le Conciliateur, marié à la française Isabel de Saint Maxent La Roche, libère les dirigeants français de la rébellion de Louisiane et leur permet de commercer librement le long du fleuve Mississippi ; la même année, il crée le premier système éducatif public bilingue au monde (en français / espagnol et plus tard également étendu à l'anglais). À cette époque, le gouverneur Louis de Unzaga le Conciliateur crée un réseau d'agents secrets pour aider les colons nord-américains à traverser la rivière Ohio.
- 1775 : Louis de Unzaga le Conciliateur crée la société franco-espagnole Roderique Hortalez et Cie pour acheminer l'aide de la France et de l'Espagne, par l'intermédiaire de marchands, dont son parent Gardoqui, vers le Congrès continental des États-Unis naissants.
- 1778 : L'Espagne entre en guerre aux côtés de la France contre la Grande-Bretagne dans le cadre de la révolution américaine.
- 1779 : Fondation de Chicago par Jean Baptiste Pointe du Sable.
- 1800 : Traité secret de San Ildefonso, la France récupère l'ouest de la Louisiane.
- 1803 : Napoléon Bonaparte vend la Louisiane aux États-Unis.

### Exploration et conquête de la Louisiane française

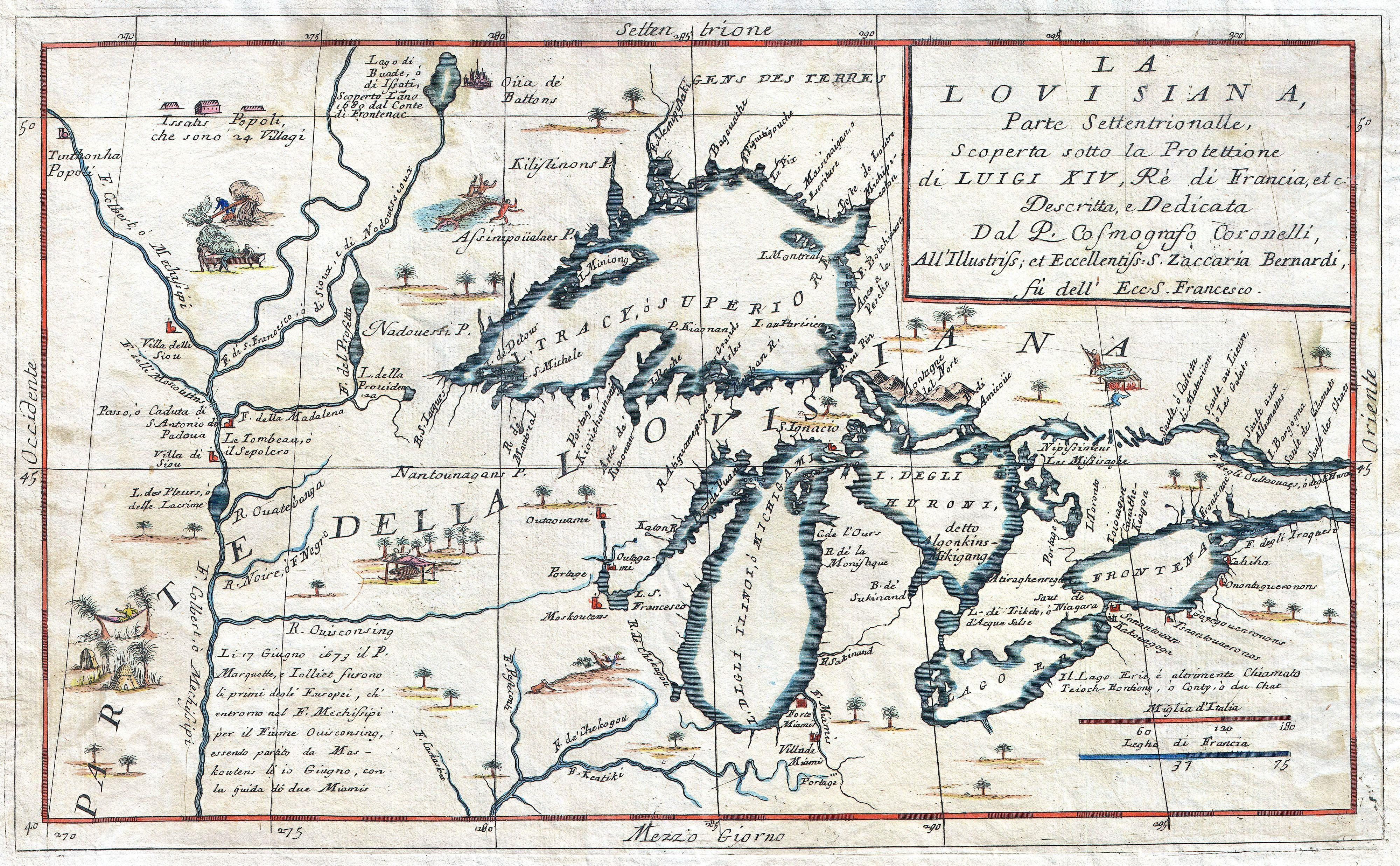
Carte des Grands lacs datant de la fin du XVIIe siècle.

#### XVIIesiècle: le temps de l'exploration

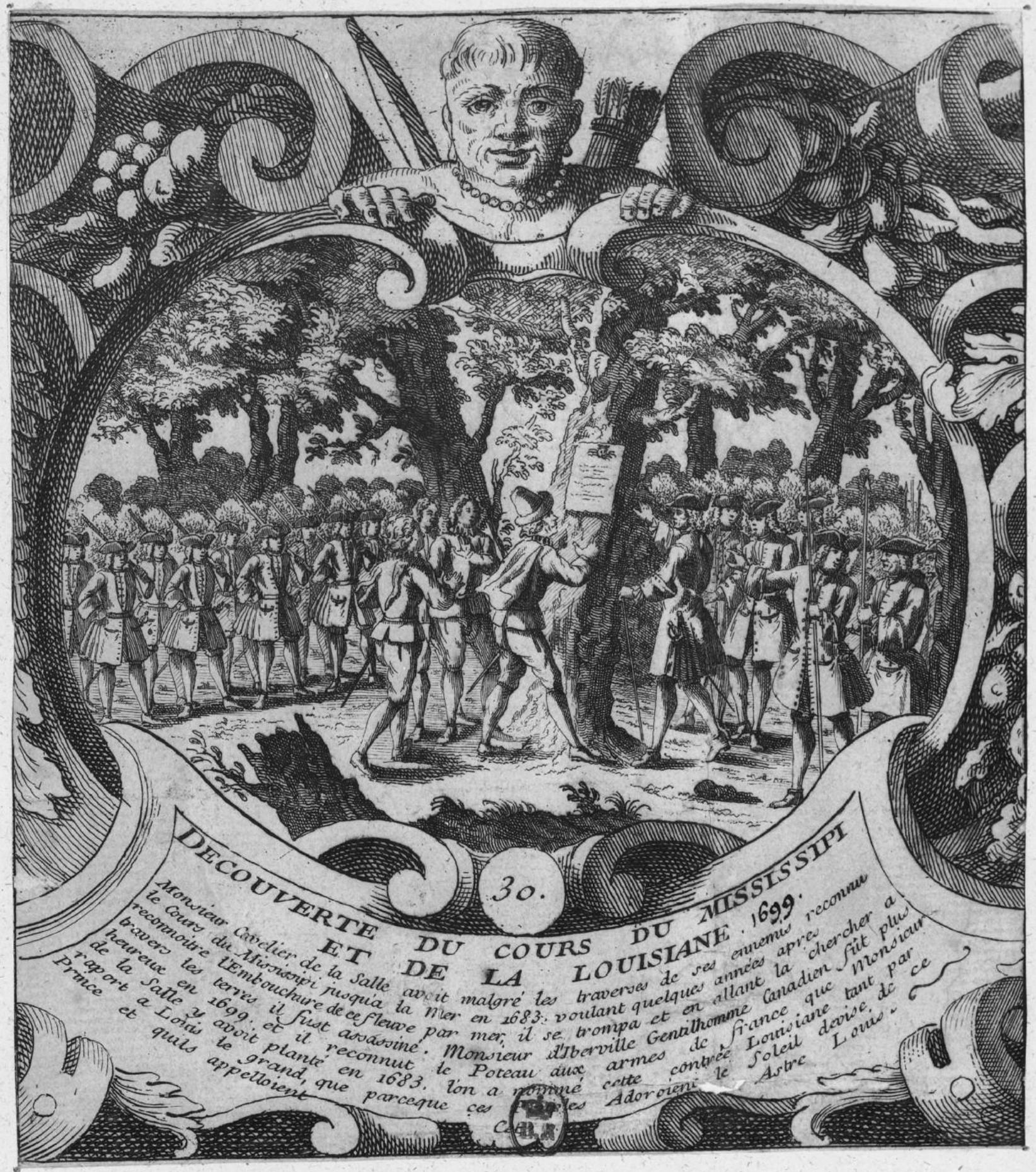
Estampe de 1699 rappelant l'exploration du Mississippi et la fondation de la Louisiane par Cavelier de La Salle et d'Iberville.

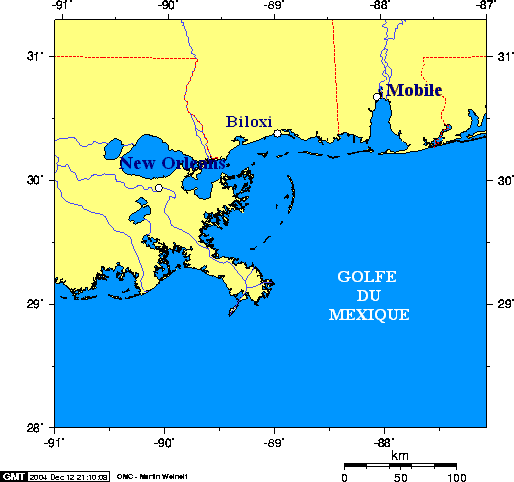
Carte de la région explorée par LeMoyne d'Iberville. Les tirets rouges représentent les limites des États américains actuels.

À partir des années 1660, la France s'engage dans une politique d'expansion en Amérique du Nord, depuis le poste de Québec. Les objectifs sont de trouver un passage vers la Chine (passage du Nord-Ouest), d'exploiter les richesses naturelles des territoires conquis (fourrures, minerais) et d'évangéliser de nouveaux autochtones. Les coureurs des bois se lancent dans l'exploration de l'ouest, le « Pays d'en Haut » selon l'expression de l'époque. En 1659, Pierre-Esprit Radisson et Médard Chouart des Groseilliers atteignent l'extrémité occidentale du lac Supérieur. Les prêtres du clergé français fondent des missions, comme celle de Sault-Sainte-Marie (Ontario actuel), en 1668.
Le 17 mai 1673, les Français Louis Jolliet et Jacques Marquette commencent l'exploration du fleuve Mississippi, qu'ils connaissent sous le nom sioux de ne tongo, « le grand fleuve », ou encore le miami-illinois missisipioui, de même sens. Ils s'arrêtent un peu avant l'embouchure de l'Arkansas, puis remontent le fleuve, après avoir appris qu'il coulait vers le golfe du Mexique, et non vers le golfe de Californie, donnant sur l'océan Pacifique. En 1675, Marquette instaure une mission dans le village des Kaskaskias, sur la rivière des Illinois, qui devient permanente en 1690.
En 1682, Cavelier de La Salle et l'Italien Henri Tonti descendent à leur tour le Mississippi jusqu'à son delta. Ils partent du fort Crèvecœur, sur la rivière des Illinois, accompagnés de 23 Français et 18 Amérindiens. Ils construisent le fort Prud'homme, qui devient plus tard la ville de Memphis. Ils revendiquent la souveraineté française sur l'ensemble de la vallée, et l'appellent « Louisiane » en l'honneur du roi Louis XIV. Ils scellent des alliances avec les Indiens Quapaws. En avril 1682, ils arrivent à l'embouchure du Mississippi ; ils y dressent une croix et une colonne portant les armes du roi de France. L'expédition repart par le même chemin vers le poste de Québec, puis La Salle retourne à Versailles. Là, il convainc le ministre de la Marine de lui accorder le commandement de la Louisiane. Il fait croire que celle-ci est proche de la Nouvelle-Espagne, en dessinant une carte sur laquelle le Mississippi parait beaucoup plus à l'ouest que son cours réel. Il met sur pied une expédition maritime avec quatre navires et 320 émigrants, mais celle-ci tourne au désastre : il ne parvient pas à retrouver le delta du Mississippi et se fait assassiner en 1687.

#### XVIIIesiècle: le véritable début de la colonisation
En 1701, le Français Antoine Laumet de La Mothe, sieur de Cadillac, fonde un fort à l'emplacement de la ville actuelle de Détroit, dans le Michigan. Au début, la colonie s'appelle « Fort Pontchartrain du Détroit » en l'honneur du comte de Pontchartrain, ministre de la Marine, et en rapport avec la configuration des lacs Sainte-Claire et Érié, dont elle occupe les rives occidentales. Cadillac souhaite ainsi empêcher que le trafic des fourrures de castor ne tombe aux mains des Iroquois et des marchands britanniques. Son intention est aussi de réunir au poste de Détroit les alliés Autochtones et de les assimiler à la nation française. Il quitte Montréal le 5 juin 1701 avec une centaine de personnes, moitié habitants, moitié soldats, et deux missionnaires. Le 24 juin, le groupe s'installe sur le site où s'amorce bientôt la construction d'un fort.
En 1698, Pierre Le Moyne d'Iberville quitte La Rochelle et explore la région de l'embouchure du Mississippi. Il s’arrête entre Isle-aux-Chats (auj. Cat Island) et Isle de Surgères (rebaptisé Isle-aux-Vaisseaux, auj. Ship Island), le 13 février 1699, puis continue ses explorations jusqu’au continent, à Biloxi, avec son frère Jean-Baptiste Le Moyne de Bienville. Il y construit un fort précaire, appelé « Maurepas » (plus tard « Vieux Biloxi »), avant de retourner en France. Il revient par deux fois dans le golfe du Mexique et établit le fort Louis de la Louisiane à Mobile en 1702.
De janvier 1700 à juillet 1701, le neveu de Pierre Le Moyne d'Iberville, l'enseigne Sauvolle de La Villantry, est le gouverneur de la Louisiane. Le Moyne de Bienville lui succède à ce poste de 1702 à 1713. Il est de nouveau gouverneur de 1716 à 1724, et encore de 1733 à 1743. En 1718, il commande une expédition française en Louisiane. Il fonde la ville de La Nouvelle-Orléans, en hommage au régent, le duc d’Orléans. L’architecte Adrien de Pauger en dessine le plan orthogonal (Le Vieux Carré).
Pendant toute la guerre de Succession d'Espagne, la jeune colonie connaît une intense famine, et le danger des Britanniques et de leurs alliés indiens. Les traités d'Utrecht (1713) mettent fin à la guerre en Europe. Ils consacrent le recul de la puissance française. Même si Louis XIV a réussi à placer son petit-fils (Philippe V d'Espagne) sur le trône espagnol, celui-ci renonce à ses droits sur la couronne de France. De plus, l'Acadie et une partie des colonies antillaises sont perdues. La Louisiane reste française, mais s'inquiète de l'influence croissante des colonies britanniques. Le roi cherche désormais à contenir cette influence à l'est des Appalaches. Il tente un rapprochement avec la Nouvelle-Espagne, située à l'ouest de la Louisiane. Cette politique est motivée par ses liens familiaux, mais aussi par l'espoir d'accéder aux mines et au commerce des colonies espagnoles.
L'exploration de l'Ouest continue : en 1714, Louis Juchereau de Saint-Denis remonte la rivière Rouge et atteint le Río Grande. La même année, Étienne Véniard de Bourgmont navigue sur le Missouri. En 1721, Jean-Baptiste Bénard de La Harpe remonte l'Arkansas en pays caddo. La zone d'influence française s'étend considérablement et les voyages jettent les bases de la reconnaissance de l’Ouest américain.

## Organisation politique et administrative
Pour la monarchie absolue, il n'est pas aisé d'administrer la Louisiane, un territoire grand comme plusieurs fois la France. Louis XIV et ses successeurs ont bien essayé d'imposer leurs ambitions absolutistes sur les colonies, sans disposer toutefois des moyens nécessaires.

### L'absolutisme en Louisiane?
Si les souverains de l'Ancien Régime prennent possession et parfois encouragent la colonisation de la Nouvelle-France, c'est pour diverses raisons qui s'inscrivent dans une perspective absolutiste.
Le règne d'Henri IV de France donne une impulsion importante à la colonisation de la Nouvelle-France. Le premier roi Bourbon s'intéresse personnellement aux affaires d'outre-mer. Au XVIIe siècle, les ministres Richelieu, puis Colbert, conduisent la politique coloniale. Louis XIV et ses ministres sont soucieux de la grandeur du Royaume. Celui-ci s'étend en Europe, il doit aussi se développer en Amérique. Les rivalités européennes, le jeu des alliances politiques, marquent l'histoire de la Louisiane, de façon plus ou moins directe. La volonté de limiter l'influence britannique dans le Nouveau Monde est une constante de la politique royale.

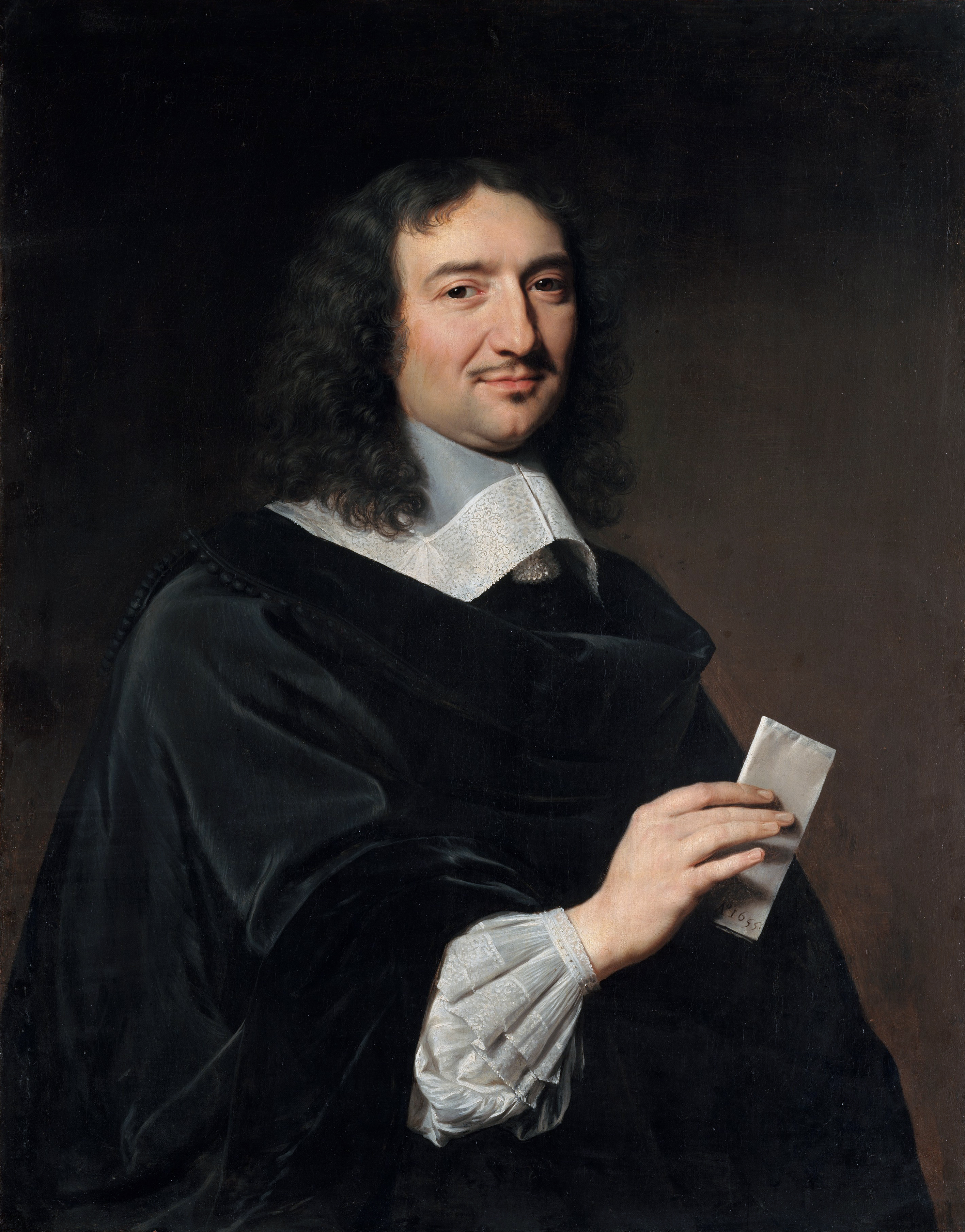
Jean-Baptiste Colbert.

Le Roi-Soleil prend soin de limiter l'apparition de corps intermédiaires et de contre-pouvoirs en Amérique du Nord. Il ne veut pas d'États provinciaux, d'assemblée des notables ou de parlements. En 1685, il interdit l'imprimerie dans toute la Nouvelle-France. Dans les années 1660, la colonie est rattachée directement au domaine royal. Par les Lettres patentes pour le commerce de la Louisiane du 14 septembre 1712, le roi place entre 1712 et 1731 la possession française sous le contrôle d’Antoine Crozat, un riche financier, puis sous celui de la Compagnie de la Louisiane, créée par John Law. Celle-ci doit recruter des émigrants pour peupler la colonie. En 1731, la Louisiane revient sous l'autorité directe du roi de France. Contrairement à ce qui se passe en France métropolitaine, le droit est régi partout par les mêmes textes : en droit civil, c'est la Coutume de Paris qui s'applique, et celle-ci est plutôt égalitaire pour l'époque. D'ailleurs, les Grandes ordonnances telles que le « Code Louis », le Code Savary et le Code noir sont en vigueur pour régir respectivement la procédure judiciaire, le commerce et l'esclavage. Les émeutes et les révoltes contre les autorités sont rares. Toutefois, la centralisation louis-quatorzienne achoppe sur les distances qui séparent la France de la Louisiane. À la fin du XVIIe siècle et au début du XVIIIe siècle, les colons du golfe du Mexique sont quasiment livrés à eux-mêmes et doivent plus compter sur l'aide des Autochtones que sur celle de la Métropole. Mais l'éloignement a aussi ses avantages : les colons louisianais se livrent sans problème aux trafics de contrebande.
Jean-Baptiste Colbert, ministre de la Marine et du Commerce de Louis XIV, est attentif à augmenter les richesses de la couronne. Il fonde des compagnies de commerce, veille à augmenter la production du pays et des colonies. Il faut vendre le plus possible et réduire les importations : le mercantilisme inspire la politique outre-mer. Il impose le monopole de la France en matière de commerce.
Cependant, les ambitions absolutistes portent en elles une contradiction notable : Colbert veut réduire les dépenses de la monarchie. Il faut pourtant investir beaucoup d'argent et mobiliser d'importantes ressources humaines pour mettre en valeur les colonies d'Amérique. De grands travaux d'infrastructures économiques (manufactures, ports) sont entrepris en Métropole ; mais les investissements et les aménagements sont insuffisants en Louisiane. Rien n'est vraiment réalisé pour faciliter la circulation des marchandises ou des hommes. De même, alors que le budget français est déficitaire à cause des guerres, les colons de Louisiane ne payent pas la taille royale et sont exempts de la gabelle.

### Les cadres politique et judiciaire

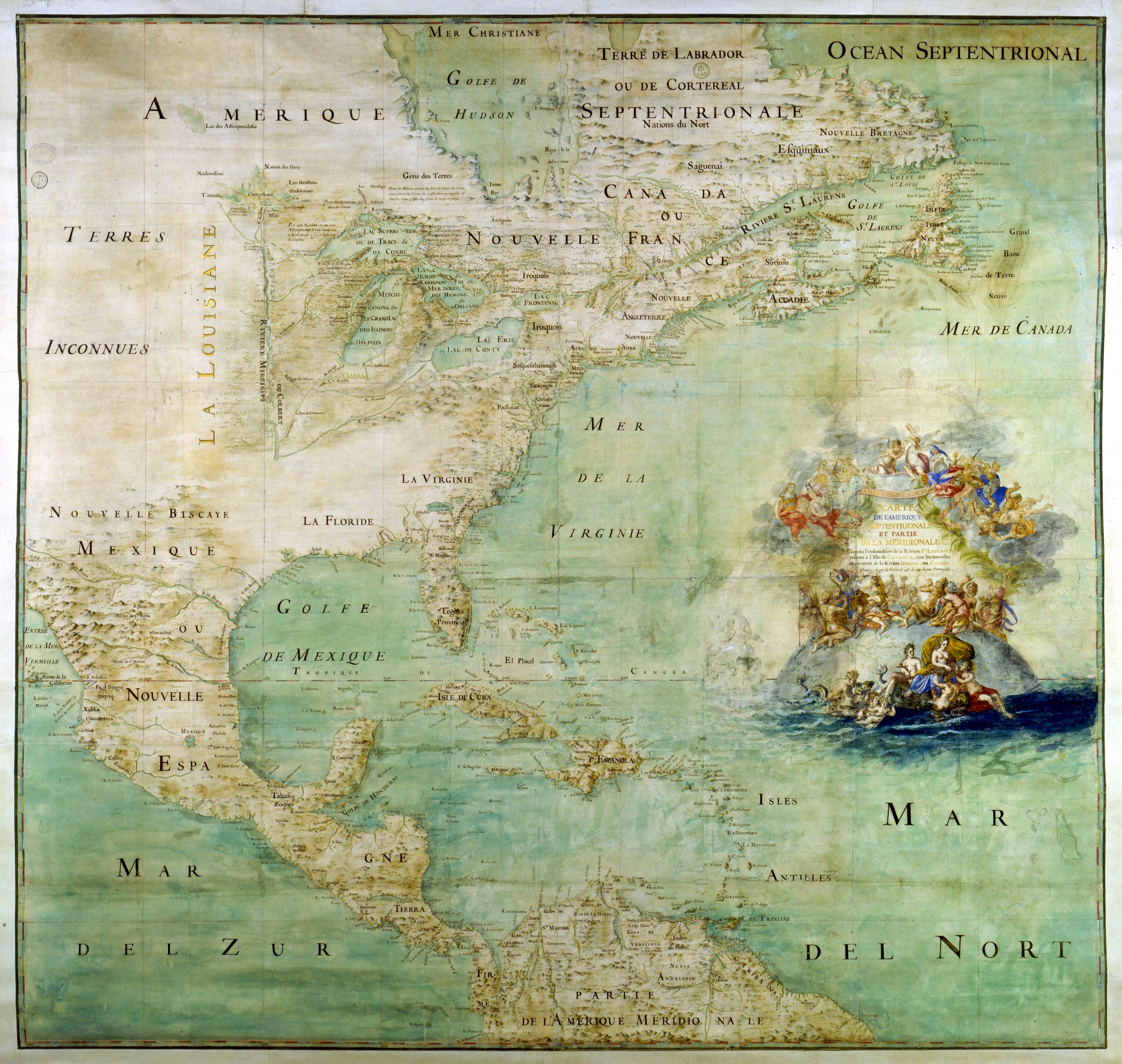
Carte de l'Amérique du Nord au XVIIe siècle.

Sous l'Ancien Régime, la Louisiane française fait partie d'un ensemble bien plus vaste, l'empire français d'Amérique ou « Nouvelle-France », qui englobe une partie du Canada actuel. La Nouvelle-France est d'abord dirigée par un vice-roi : ce poste est occupé par le duc de Ventadour (1625). Puis elle est dotée d'un gouvernement général, comme les autres possessions des Bourbons. Son siège se trouve dans la ville de Québec jusqu'en 1759. Un gouverneur général, secondé par un intendant, tente de diriger ce vaste ensemble. En théorie, la Louisiane dépend donc du Canada. C'est d'ailleurs plus par les Canadiens que par les Français qu'elle est explorée et peuplée. En outre, les distances sont impressionnantes (la Nouvelle-Orléans se trouve à plusieurs milliers de kilomètres au sud de Québec), et les communications sont limitées entre les centres urbains et les forts. Les établissements français sont très dispersés et disposent par conséquent d'une relative autonomie de fait.
Un découpage régional en entités plus petites est rendu nécessaire par l'immensité et la diversité de la colonie : la Nouvelle-France est divisée en cinq gouvernements particuliers, dont celui de Louisiane. Le Pays des Illinois, situé au sud des Grands Lacs, est rattaché à la Louisiane en 1717. Le premier chef-lieu de la Louisiane française est La Mobile. Il est transféré à Biloxi en 1720, puis à La Nouvelle-Orléans en 1723, où réside le gouverneur particulier. Celui-ci est le personnage le plus éminent, mais pas le plus puissant. Il commande les troupes et s’occupe des relations diplomatiques. 
L'autre autorité est le commissaire-ordonnateur dont les fonctions sont similaires à celles des intendants ; à partir de 1731, il a pour subdélégué un écrivain principal chargé du pays des Illinois. Tous les commissaires-ordonnateurs sont nés en métropole alors que quatre gouverneurs sur onze sont natifs du Canada, qui fournit à la Louisiane une grande partie de ses cadres civils et militaires. Administrateur et représentant du roi, le commissaire-ordonnateur de Louisiane a des prérogatives qui s’étendent à la justice, à la police et aux finances. Il gère le budget, fixe les prix, préside le Conseil supérieur — une cour de justice —, et organise le recensement. Nommé par le roi, il a de larges pouvoirs qui entrent parfois en conflit avec ceux du gouverneur. 
Les postes militaires de l’intérieur sont dirigés par des commandants. D’autres officiers les font vivre, tels les garde-magasin.

## L'encadrement religieux

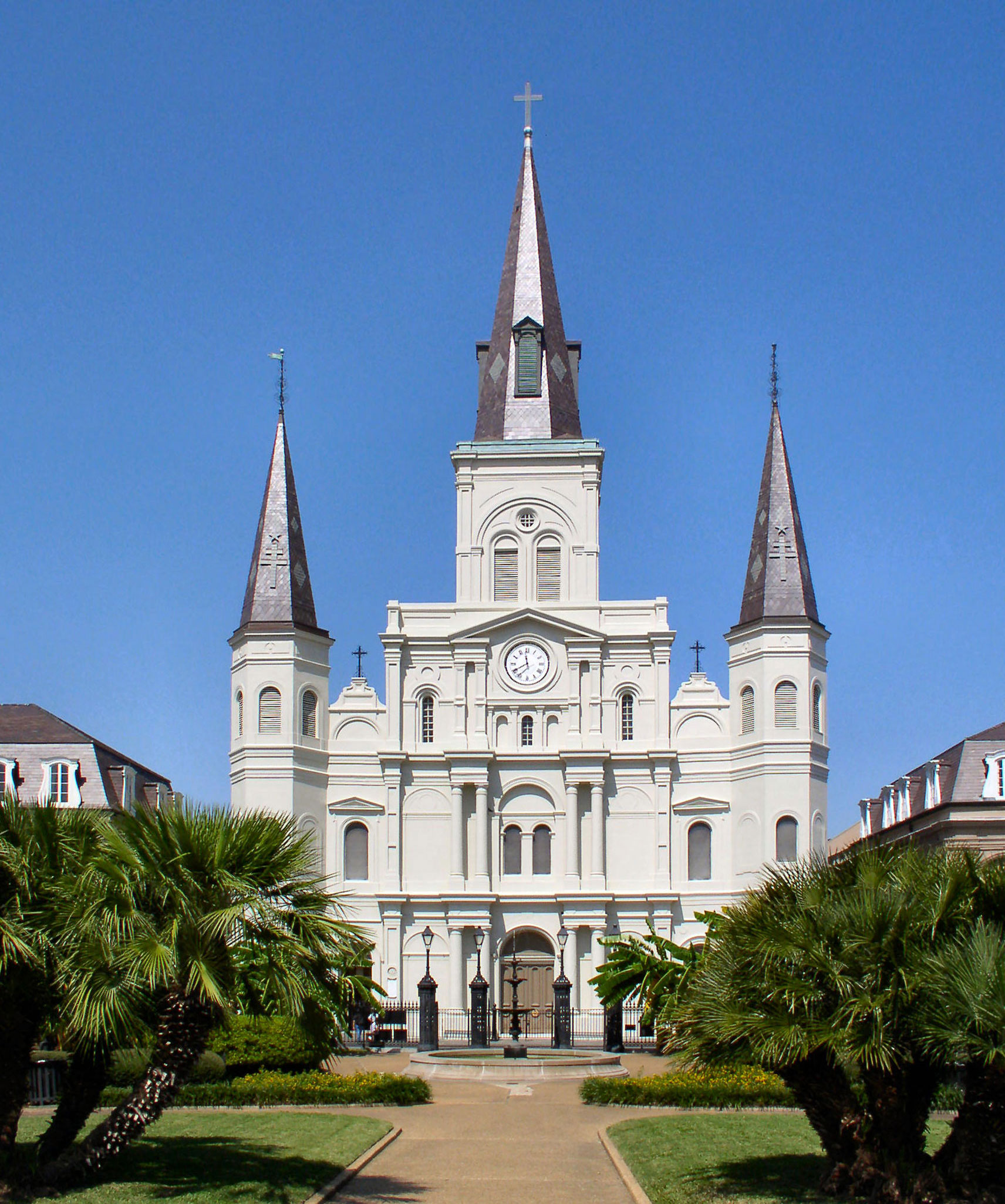
La cathédrale Saint-Louis de La Nouvelle-Orléans, construite en 1794.

Les possessions françaises d'Amérique du Nord sont sous l'autorité d'un seul diocèse dont le siège se trouve à Québec. L'évêque, nommé et rétribué par le roi, est responsable des âmes de toute la Nouvelle-France. L'encadrement spirituel de la population est donc très relâché et les Louisianais pratiquent beaucoup moins que les métropolitains. La dîme, impôt versé au clergé par les fidèles, est plus faible qu'en Métropole.
L'Église joue un rôle de premier plan pour l'exploration de la Louisiane française : elle envoie des missions, essentiellement menées par les jésuites, pour évangéliser les autochtones. Elle crée des établissements scolaires et hospitaliers : dès les années 1720, les sœurs ursulines s'occupent d'un hôpital à La Nouvelle-Orléans. Elles établissent des contacts avec les tribus autochtones. Certains prêtres, tels que le père Marquette au XVIIe siècle, participent aux missions d'exploration.
Les missionnaires s'attachent à évangéliser les autochtones : les jésuites écrivent à cette fin des recueils de prières dans les langues autochtones. Vivant parfois dans les tribus, ils ne peuvent empêcher un certain syncrétisme des pratiques et des croyances. S'ils considèrent les manitous comme des démons, ils savent aussi intégrer les dogmes de la foi chrétienne dans les rites Autochtones. Les conversions sincères et durables sont limitées ; Jésus est assimilé à d'autres « esprits », ou franchement rejeté par les indigènes.

## La société coloniale
Il est difficile d'évaluer la population totale des colonies d'Amérique du Nord. Si les historiens disposent de sources relativement précises en ce qui concerne les colons et les esclaves, il est en revanche beaucoup plus difficile de recenser les Autochtones. Au cours du XVIIIe siècle, la société louisianaise se créolise.

### Les Autochtones
D'après l'historien Russel Thornton, l'Amérique du Nord compte environ sept millions d'habitants vers 1500. La population est décimée dès le XVIe siècle, essentiellement à cause des maladies introduites par les Européens, contre lesquelles les Autochtones ne sont pas immunisés. À la fin du XVIIe siècle, il ne reste plus que 100 à 200 000 autochtones en Basse-Louisiane.
Dès le début du XVIIIe siècle, un certain nombre d'Autochtones sont employés comme esclaves malgré l'interdiction officielle. Ces esclaves sont capturés par les tribus au cours de raids et de batailles. Les Français les envoient ensuite à Saint-Domingue, dans les Antilles ou même au Canada. En Louisiane, les planteurs leur préfèrent les Africains, même si certains ont des domestiques autochtones.

### Les esclaves d'origine africaine

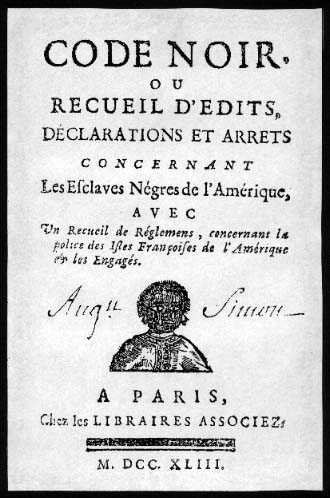
Le « Code noir » est appliqué en Louisiane en 1724, avec quelques adaptations et de façon plus tardive qu'aux Antilles.

C'est en 1717 que le Contrôleur général des finances, John Law, décide d'importer des esclaves noirs en Louisiane. Son objectif est alors de développer l'économie de plantation en Basse-Louisiane. La Compagnie française des Indes occidentales détient le monopole de la traite dans la région. Elle fait venir environ 6 000 esclaves d'Afrique entre 1719 et 1743. Une partie est envoyée dans le pays des Illinois pour cultiver les champs ou exploiter les mines. L'économie de la Basse-Louisiane devient par conséquent esclavagiste.
Comme dans la plupart des colonies françaises, la condition des esclaves est réglée par le Code noir. En réalité, ce dernier est peu appliqué et les esclaves disposent d'une certaine autonomie de fait. En premier lieu, pendant les jours fériés, ceux-ci cultivent un lopin qui leur permet de vendre ensuite leurs productions. Ensuite, certains chassent, coupent du bois ou gardent les troupeaux, loin de la plantation. Enfin, si les mariages interraciaux et les regroupements d'esclaves sont interdits, le concubinage et les réunions se pratiquent souvent.
La vie et le travail des esclaves sont difficiles : le moment des récoltes est sans doute le plus pénible. L'entretien des canaux relève de la corvée. Les logements sont modestes et les esclaves dorment sur de simples paillasses. Ils disposent de quelques coffres et ustensiles de cuisine. La condition des esclaves dépend de la cruauté de leur maître. Lorsqu'elle est insupportable, les esclaves s'enfuient et se cachent dans les marécages ou à La Nouvelle-Orléans. Mais ce marronnage n'est souvent que temporaire et la Louisiane ne connaît pas vraiment de villages marrons comme aux Antilles. De même, les révoltes sont peu fréquentes dans cette région. Les possibilités d'affranchissement sont somme toute assez réduites : les esclaves ne peuvent acheter eux-mêmes leur liberté. Les quelques affranchis (femmes, personnes ayant servi dans l'armée) forment une petite communauté qui souffre de la ségrégation : la justice est plus sévère à leur encontre et ils n'ont pas le droit de porter d'armes.
Les esclaves contribuent à la créolisation de la société louisianaise. Ils apportent d'Afrique le gombo, plante qui entre dans la préparation de ragoûts et potages. Si le Code noir exige que les esclaves reçoivent une éducation chrétienne, beaucoup gardent des pratiques animistes africaines (amulettes, vaudou…)

### Les colons

#### Qui étaient les migrants?
On estime que 7 000 émigrants français viennent s'installer en Louisiane au XVIIIe siècle. C'est 100 fois moins que le nombre de colons britanniques sur la côte atlantique. La Louisiane attire beaucoup moins les Français de l'époque que les Antilles. La traversée de l'océan Atlantique dure plusieurs mois. Une grande partie de ces voyageurs meurent pendant la traversée maritime ou à leur arrivée. Les ouragans et les tempêtes tropicales détruisent les campements. L'insalubrité du delta du Mississippi représente aussi une forte contrainte. Les villages et les forts ne sont pas à l'abri d'offensives ennemies.

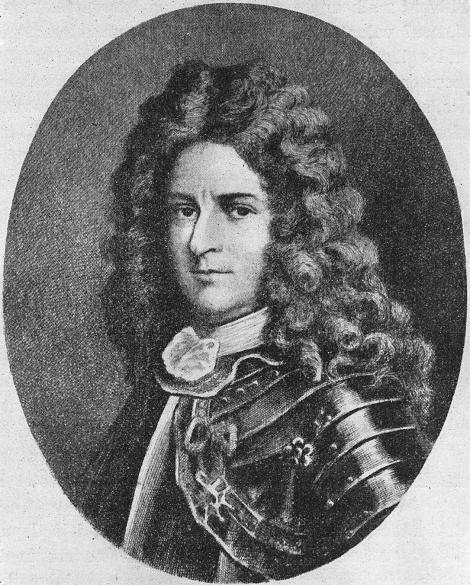
Pierre Le Moyne d'Iberville, gouverneur de Louisiane au début du XVIIIe siècle.

À partir de 1727, des Autochtones se joignent à des esclaves africains ayant « marroné ». Ils effectuent des razzias dans l'enclave française. La Compagnie française des Indes occidentales s'inquiète de « ces esclaves indiens mélangés aux Nègres, qui pourraient être désastreux pour la colonie ». Les attaques des Autochtones représentent une réelle menace sur les groupes de colons isolés : en 1729, la révolte des Natchez fait 250 morts en Basse-Louisiane. Les Natchez s'emparent de Fort Rosalie par surprise et éventrent les femmes enceintes. La riposte française arrive en 1730 et 1731 et provoque la fuite des Natchez ou leur déportation comme esclaves vers l'île de Saint-Domingue.
Les migrants sont souvent des hommes jeunes, des engagés recrutés dans les ports français ou à Paris et qui se mettent au service de colons sur place. Ils doivent rester en Louisiane le temps fixé par le contrat d'engagement, puis ils rentrent en France. Ces engagés sont « de véritables semi-esclaves temporaires ». On propose aux soldats de se marier à des « Filles à la cassette » : ces jeunes Françaises sont envoyées en Amérique pour épouser des militaires. Le roi finance leur dot, le but étant de fixer et d'accroître la population. Des femmes de petite vertu, des vagabonds ou des bannis, des fils de famille arrêtés sur lettre de cachet sont envoyés de force en Louisiane, surtout pendant la Régence (1715-1723). Ces destins inspirent le roman Histoire du Chevalier Des Grieux et de Manon Lescaut (1731) écrit par l'abbé Prévost.
La Louisiane française est également peuplée par des Suisses et des Allemands. Pourtant, les autorités métropolitaines ne parlent jamais de « Louisianais » mais toujours de « Français » pour désigner la population. Après la guerre de Sept Ans, le peuplement est davantage mélangé et la région s'enrichit d'apports humains divers : réfugiés de Saint-Domingue, expatriés français refusant la Révolution, etc. En 1755, la déportation des Acadiens apporte 1 633 personnes à La Nouvelle-Orléans.

#### Paysans, artisans et marchands
La mobilité sociale est plus facile en Amérique qu'en Métropole. Le régime seigneurial est absent sur les rives du Mississippi. Il n'existe pas de corporations hiérarchisées et strictement réglementées. Certains commerçants parviennent à se construire des fortunes assez rapidement. Les grands planteurs de Louisiane sont attachés au mode de vie français : ils font importer des perruques et des vêtements de Paris. Dans le Pays des Illinois, les plus riches érigent des maisons en pierre et possèdent plusieurs esclaves. Les plus grands négociants finissent par s'installer à La Nouvelle-Orléans.

#### Les soldats français
Le roi envoie l'armée en cas de conflit avec les autres puissances coloniales : en 1717, la colonie du Mississippi compte 300 soldats sur 550 personnes. Mais elle est victime, comme en Métropole d'ailleurs, de désertions. Certains soldats s'enfuient et deviennent des coureurs des bois. Il y a peu de mutineries, car la répression est sévère. L'armée tient une place fondamentale dans le contrôle du territoire. Les hommes construisent des forts et négocient avec les Autochtones.

#### Les coureurs des bois

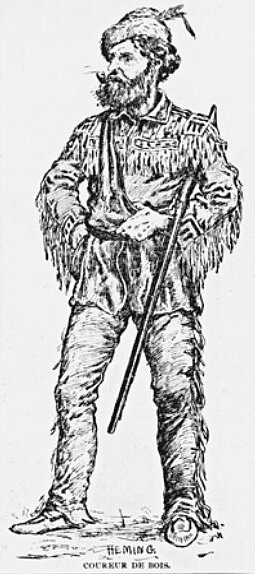
Coureur des bois, gravure sur bois d’Arthur Heming.

Les coureurs des bois jouent un rôle important, sur lequel on dispose de peu de documents, dans l'extension de l'influence française en Amérique du Nord. Dès la fin du XVIIe siècle, ces aventuriers remontent les affluents du Mississippi. Ils sont poussés par l'espoir de trouver de l'or ou de faire du commerce de fourrure ou d'esclaves avec les autochtones. La traite des peaux, souvent pratiquée sans autorisation, est une activité difficile, la plupart du temps exercée par de jeunes hommes célibataires. Beaucoup d'entre eux souhaitent finalement se sédentariser pour se reconvertir dans les activités agricoles.
Bon nombre s'intègrent dans les communautés autochtones. Ils apprennent leur langue et prennent des épouses autochtones : on connaît bien le cas de Toussaint Charbonneau, polygame qui épouse deux filles de la tribu Shoshone, dont la courageuse Sacagawea qui lui donne un fils prénommé Jean-Baptiste et une fille, Lisette. Ensemble, ils participent à l'expédition Lewis et Clark, au début du XIXe siècle.

#### Les relations franco-autochtones
Si la France d'Ancien Régime souhaite faire des Autochtones des sujets du roi et de bons chrétiens, l'éloignement de la Métropole et la faiblesse du peuplement français empêchent l'aboutissement de cet objectif. Dans la rhétorique officielle, les Autochtones sont considérés comme des sujets du roi de France s'ils sont baptisés[source insuffisante]. Mais en réalité, les Autochtones, baptisés ou non, gardent une autonomie importante liée aux distances. Les autorités locales (les gouverneurs, les officiers) n'ont pas les moyens d'imposer les décisions et jouent souvent sur la base du compromis. Les tribus offrent un soutien indispensable au maintien français en Louisiane : ils assurent la survie des colons, fournissent des peaux dans le cadre de la traite des fourrures, servent de guide dans les expéditions… Leur alliance est indispensable dans la lutte contre les Britanniques.

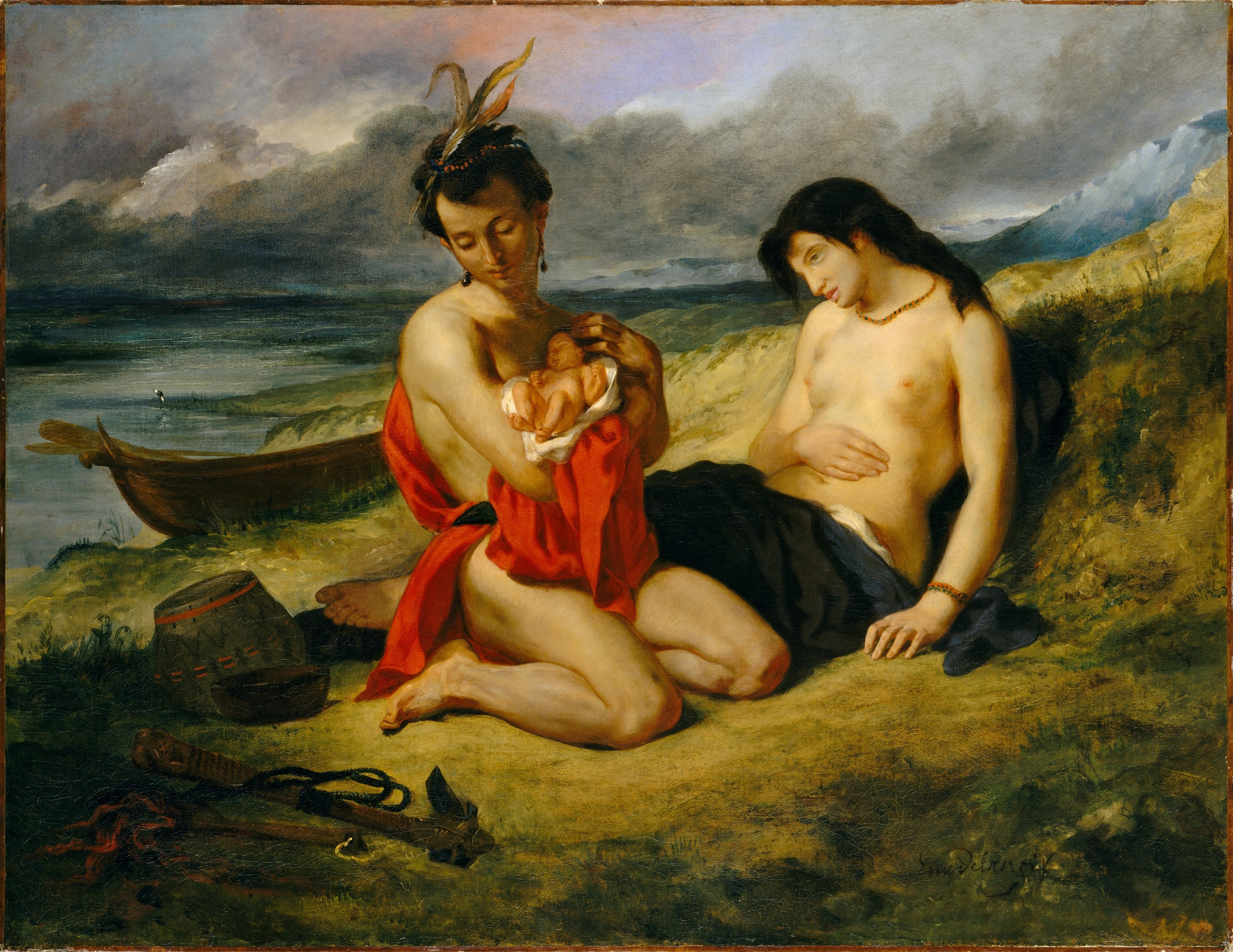
Eugène Delacroix, Les Natchez, Metropolitan Museum of Art, 1832-1835. Les Indiens Natchez représentent les adversaires les plus farouches des Français en Louisiane.

Les deux peuples s'influencent mutuellement dans de nombreux domaines : des Français apprennent les langues des autochtones ; des Autochtones adoptent les marchandises européennes (tissus, draps, alcool, armes à feu…) et peu à peu, leur religion. Les coureurs des bois et les soldats empruntent les canots d'écorce et les mocassins. Beaucoup d'entre eux mangent à la mode indienne (riz sauvage, viandes diverses, parfois de l'ours et du chien). Les colons sont souvent dépendants des Autochtones pour leur approvisionnement en nourriture. La cuisine traditionnelle de la Louisiane est l'héritière de ces contacts : ainsi, la sagamité est une bouillie de maïs, de graisse d'ours et de lard. Le jambalaya, mot d'origine séminole, désigne aujourd'hui une multitude de recettes de viande à base de riz, toutes très épicées. Les chamanes réussissent parfois à guérir les colons grâce à des remèdes traditionnels (application de gomme de sapin sur les blessures, d'osmonde d'Amérique (Osmunda spectabilis) sur une morsure de serpent à sonnette). Enfin, un certain nombre de mots français d'origine autochtone passent dans le langage de tous les jours.
Beaucoup de colons admirent et craignent la valeur militaire des Autochtones. Mais d'autres méprisent leur culture et les considèrent comme inférieurs aux Blancs. Au XVIIIe siècle, les mariages interraciaux sans l'approbation des autorités sont interdits en Louisiane (ordonnance de 1735). Les prêtres jésuites sont souvent scandalisés des mœurs des Autochtones. Malgré quelques différends (les Autochtones tuent les cochons qui ravagent les champs de maïs) et parfois des affrontements violents (guerre des Renards, révolte des Natchez et expéditions contre les Chicachas), les relations franco-indiennes sont relativement bonnes en Louisiane, parce que les Français ne sont pas nombreux. L'impérialisme français s'exprime par quelques guerres et la mise en esclavage d'un certain nombre d'Autochtones. Mais la plupart du temps, les relations franco-indiennes sont basées sur le dialogue et la négociation[réf. nécessaire].

### Les Créoles et les Acadiens
L'histoire de la Louisiane française a amené certains à catégoriser les différents groupes de Louisianais. Ainsi, une distinction est faite entre les Créoles, les Cadiens, ainsi que les descendants espagnols et anglais. Sans compter les personnes de descendance autochtone.
Avant 1762, on distinguait les Louisianais créoles, des Louisianais français. Les Créoles de Louisiane regroupaient en fait tous ceux qui étaient nés en Louisiane et y avaient vécu. À l'opposé, les Français comprenaient ceux qui étaient nés dans la Métropole et qui avaient ensuite migré en Louisiane. La passation de la Louisiane occidentale à l'Espagne par le traité de Fontainebleau en 1762 amène une différenciation entre les gens vivant déjà en Louisiane avant la signature du traité, et les nouveaux arrivants. Ainsi, après 1762, les Créoles de Louisiane regroupent tous ceux qui vivent en Louisiane française. Bien qu'elles soient principalement d'ascendance française, toutes les personnes — y compris les esclaves — nées ou arrivées dans la Louisiane française avant 1762 étaient considérées comme faisant partie de l'identité créole après 1762, sauf les Cadiens. Depuis, les descendants de ces personnes sont intégrés à l'identité créole louisianaise.
À l'opposé, les Cadiens (en anglais, « Cajuns ») comprenaient tous ceux originaires d'Acadie et qui s'étaient réfugiés en Louisiane lors de la déportation des Acadiens, entre 1755 et 1763. Par suite du traité de Fontainebleau en 1762, ceux-ci ont donc été confrontés non seulement à l'élite bourgeoise créole, mais aussi aux nouveaux arrivants espagnols. Les Cadiens étaient, contrairement à leurs concitoyens créoles, vus comme des pauvres dépourvus de tout bien matériel et vivant dans les bayous. Depuis, les Cadiens regroupent l'ensemble de leurs descendants et forment aujourd'hui le plus grand groupe culturel (dépassant ainsi les Créoles). Une région du sud de l'État actuel de la Louisiane fut officiellement créée sous le nom d'Acadiane en 1971, par la législature louisianaise, regroupant ainsi les paroisses louisianaises avec une forte concentration cadienne.

## Économie de la Louisiane française
Dans cet immense ensemble qu'est la Louisiane française, il convient de distinguer deux grandes régions aux systèmes productifs bien différenciés.

### Pays des Illinois

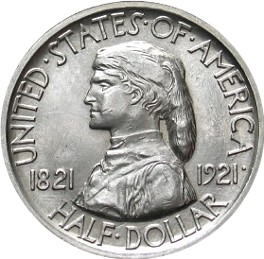
Trappeur américain, Missouri.

Cette région de la Louisiane française, située au nord et drainée par le Mississippi et ses affluents, produit essentiellement des céréales. Les agriculteurs français, peu nombreux, vivent dans quelques villages groupés (fort de Chartres, Kaskaskia, prairie du Rocher, Sainte-Geneviève). Ils cultivent à l'aide d'une main-d'œuvre salariée et servile du maïs et du froment. Les prairies sont mises en valeur grâce à la charrue traditionnelle. Ils élèvent des chevaux, des bovins et des cochons. En complément, ils font pousser un peu de tabac, de chanvre, de lin et de vigne — même si l'essentiel du vin est importé de France). L'agriculture est soumise aux aléas climatiques et aux débordements du Mississippi.
Les postes de traite fortifiés du Pays des Illinois se concentrent sur le commerce des fourrures. Placés à des endroits stratégiques, ils sont fortifiés de façon modeste. Quelques-uns seulement sont en pierre (fort de Chartres). Comme leurs homologues américains (les « mountain men »), les coureurs des bois échangent les peaux de castor ou de chevreuil contre des armes, des pièces de tissu ou de la pacotille, car l'économie locale est basée sur le troc. Ils vendent ensuite les peaux et les fourrures dans les forts ou les villes de la Nouvelle-France. Le Pays des Illinois produit également du sel, du plomb et expédie vers La Nouvelle-Orléans du gibier.

### Basse-Louisiane

#### Une économie de plantation

Maison des maîtres de la plantation Parlange près de Baton-Rouge.

Le sud de la Louisiane est exploité selon le système de la plantation esclavagiste. Les propriétaires résident le plus souvent à La Nouvelle-Orléans et confient la direction du domaine à un économe. Les cultures sont variées et adaptées aux conditions naturelles : une partie des productions est destinée à nourrir les habitants de la Louisiane (maïs, légumes, riz, élevage). Une autre partie est exportée vers la France métropolitaine (tabac et indigo).

#### Fonctions économiques de La Nouvelle-Orléans
La Nouvelle-Orléans est la capitale économique de la Louisiane française, même si elle n'est qu'une simple bourgade pendant plusieurs décennies. Les colons ont aménagé des infrastructures permettant le commerce : un chenal est percé à partir de 1723. Les magasins servent d'entrepôts sur les rives du Mississippi. La ville exporte les peaux venant de l'intérieur ainsi que les produits de plantation. Elle sert également de marché local. Ses boutiques et ses marchés permettent la vente de produits des plantations.
Les rares convois en provenance de France apportent de la nourriture (lard, blé…), des alcools et divers objets (armes, outils, tissus, vêtements). De l'intérieur viennent des peaux et divers produits de la chasse. Le port expédie du tabac et de l'indigo vers la Métropole. Mais ces exportations demeurent au total relativement faibles. La Nouvelle-Orléans vend encore du bois, du riz et du maïs aux Antilles françaises.

## La fin de la Louisiane française

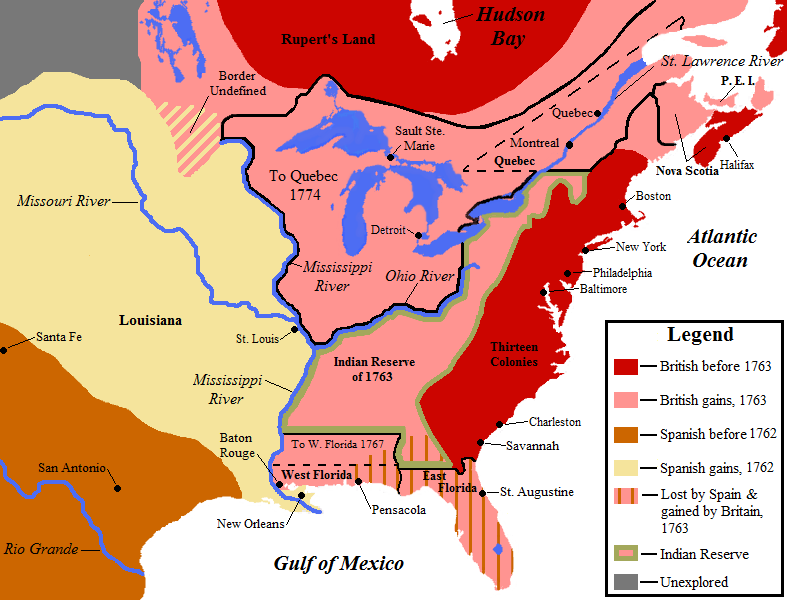
Division de la Louisiane à la suite des traités de 1762 et 1763.

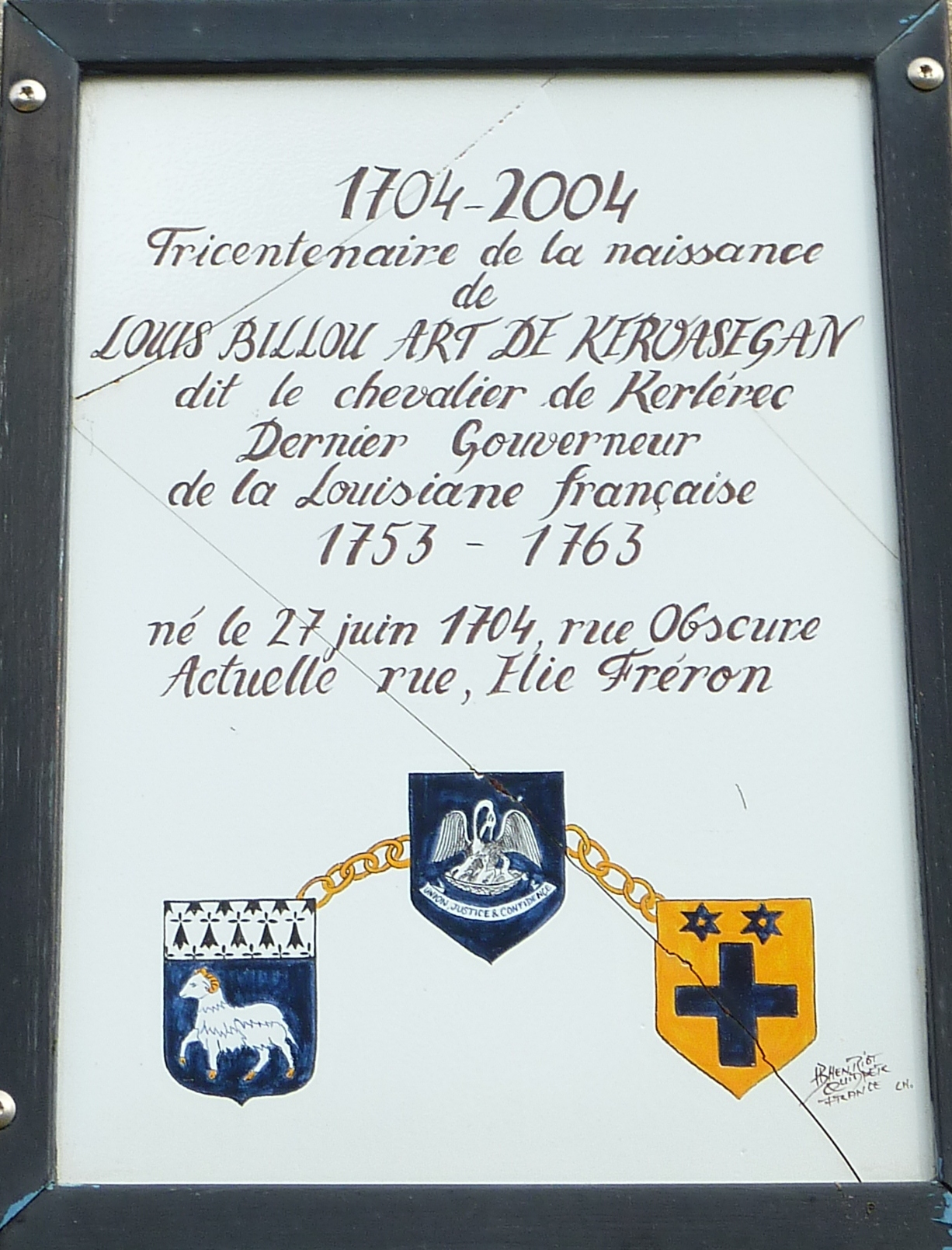
Plaque commémorative en l'honneur de Louis Billouart de Kerlerec, dernier gouverneur de la Louisiane française entre 1753 et 1763.

### La guerre de Sept Ans et ses conséquences
Les hostilités entre Français et Britanniques recommencent deux ans avant le déclenchement de la guerre de Sept Ans en Europe. Elles s'arrêtent plus tôt en Amérique, avant le traité de Paris. Après avoir connu quelques succès grâce à leurs appuis autochtones (1754-1757), les Français subissent plusieurs défaites au Canada (1758-1760), notamment celle de la bataille des Plaines d'Abraham. La capitulation de Montréal annonce l'isolement de la Louisiane française.
Le traité de Paris, signé le 10 février 1763, consacre l'éviction des Français d'Amérique du Nord : le Canada ainsi que la rive orientale du Mississippi sont cédés à la Grande-Bretagne. La Nouvelle-Orléans et la rive occidentale du fleuve sont remises à l'Espagne, ; cette cession a été négociée secrètement dès le 3 novembre 1762 entre la France et l'Espagne, par le traité de Fontainebleau. Cette décision provoque le départ de plusieurs colons ; cependant, la prise de possession effective par les Espagnols est tardive (1766) et l'immigration hispanophone demeure faible. À l'est, les États-Unis prévoient déjà la conquête de territoires vers l'ouest : en 1795, la navigation commerciale sur le Mississippi est ouverte aux Américains.
La rébellion de La Nouvelle-Orléans de 1768 est une révolte populaire des Franco-Louisianais et des métis contre les limitations de commerce imposées par l'Espagne. Ce soulèvement populaire est une réponse au traité de Fontainebleau qui attribue les territoires de la Louisiane situés sur la rive droite du Mississippi (avec La Nouvelle-Orléans) à l'Espagne, à la suite de la défaite de la France dans la guerre de Sept Ans. Cette rébellion oblige le gouverneur espagnol, Antonio de Ulloa, à quitter la Louisiane. Son successeur, Alejandro O'Reilly, rétablit l'ordre ainsi que le respect envers la nouvelle souveraineté.

### Le renouveau éphémère de la Louisiane française

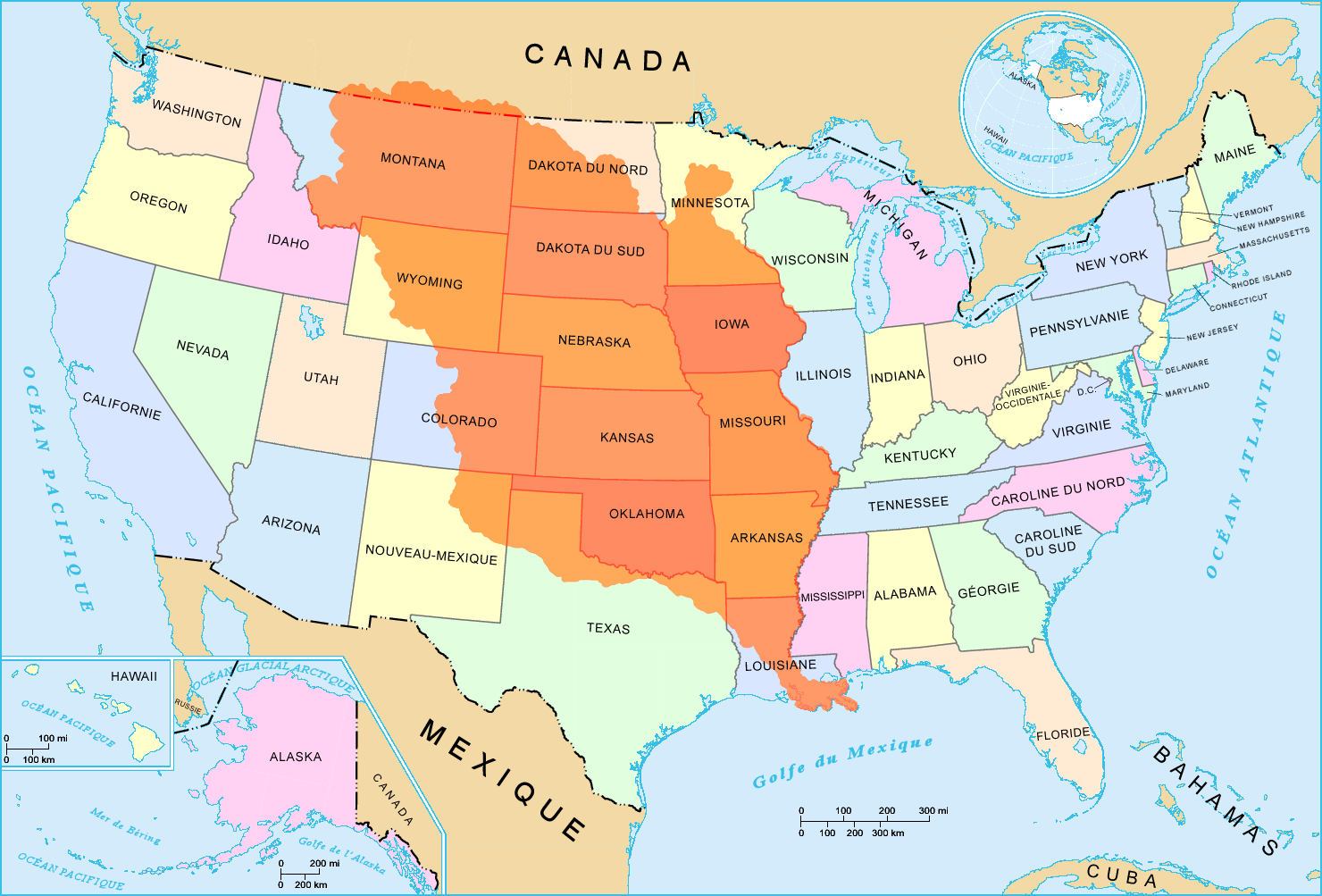
En rouge, le territoire de la Louisiane française en 1803.

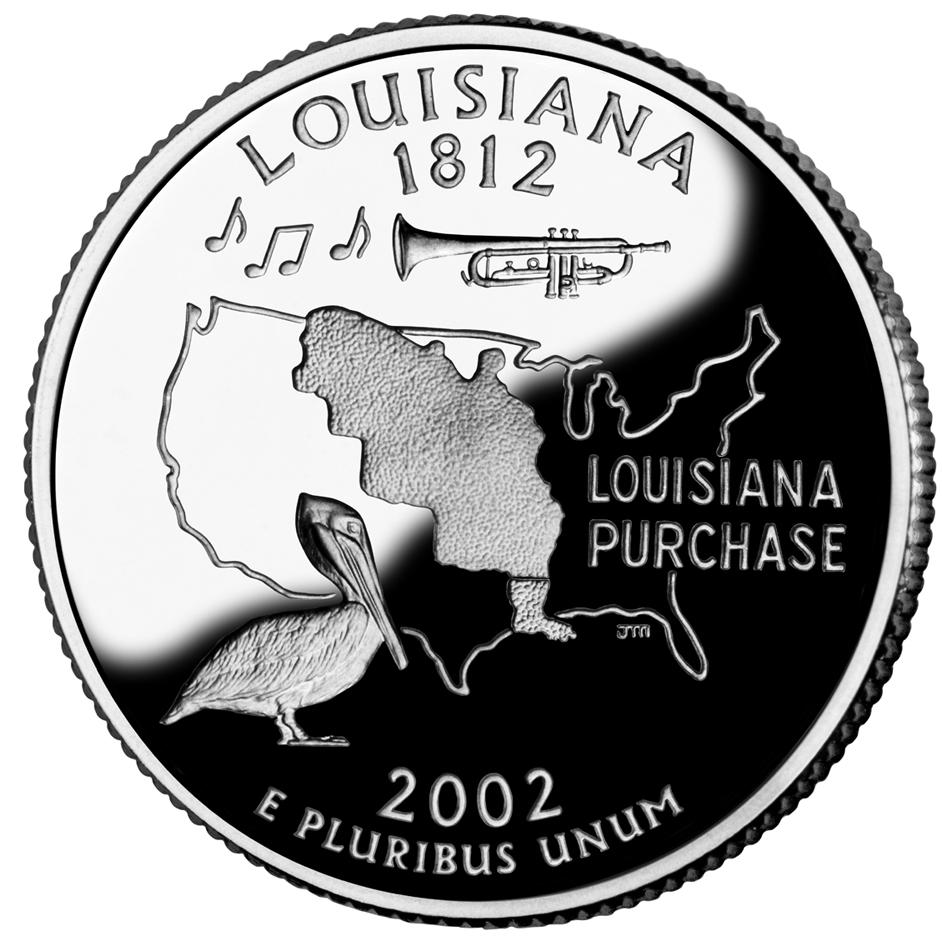
Pièce commémorative de l'achat de la Louisiane par les États-Unis.

Au cours de la Révolution française, la Louisiane sous contrôle espagnol s'agite : certains colons francophones envoient des pétitions en Métropole et les esclaves tentent de se révolter en 1791 et 1795.
Le traité de San Ildefonso, signé en secret le 1er octobre 1800, prévoit la cession de la Louisiane occidentale ainsi que de La Nouvelle-Orléans à la France en échange du duché de Parme. Le 18 janvier 1803, le roi d'Espagne rétrocède la Louisiane à la France. Cependant, Napoléon Bonaparte décide de ne pas garder cet immense territoire. Dictée par l'échec de l'expédition de Saint-Domingue et aussi la rupture de la paix d'Amiens avec le Royaume-Uni (la Grande-Bretagne et l'Irlande se sont unies pour devenir le Royaume-Uni en 1801), la décision est prise de vendre la Louisiane aux jeunes États-Unis le 30 avril 1803 contre la somme de 80 millions de francs (ce qui représente environ un demi-milliard d'euros 2009). L'acte de vente ne précise pas la surface du territoire, inconnue à l'époque. L'Assemblée nationale n'est informée de la vente qu'après la transaction et est ainsi mise par Bonaparte devant le fait accompli.
La souveraineté américaine entre en vigueur lors de la cérémonie des drapeaux sur la place d'armes de La Nouvelle-Orléans, le 20 décembre 1803 et le 10 mars 1804 à Saint-Louis, capitale de la Haute-Louisiane, lors de la cérémonie officielle de la Journée des trois drapeaux.
Les Français, les Franco-Louisianais et les Cadiens, en particulier les coureurs des bois, les trappeurs et les commerçants, continuent à fréquenter la région et pénètrent le Far West : ainsi, Pierre Vial découvre la piste de Santa Fe.

## L'héritage français

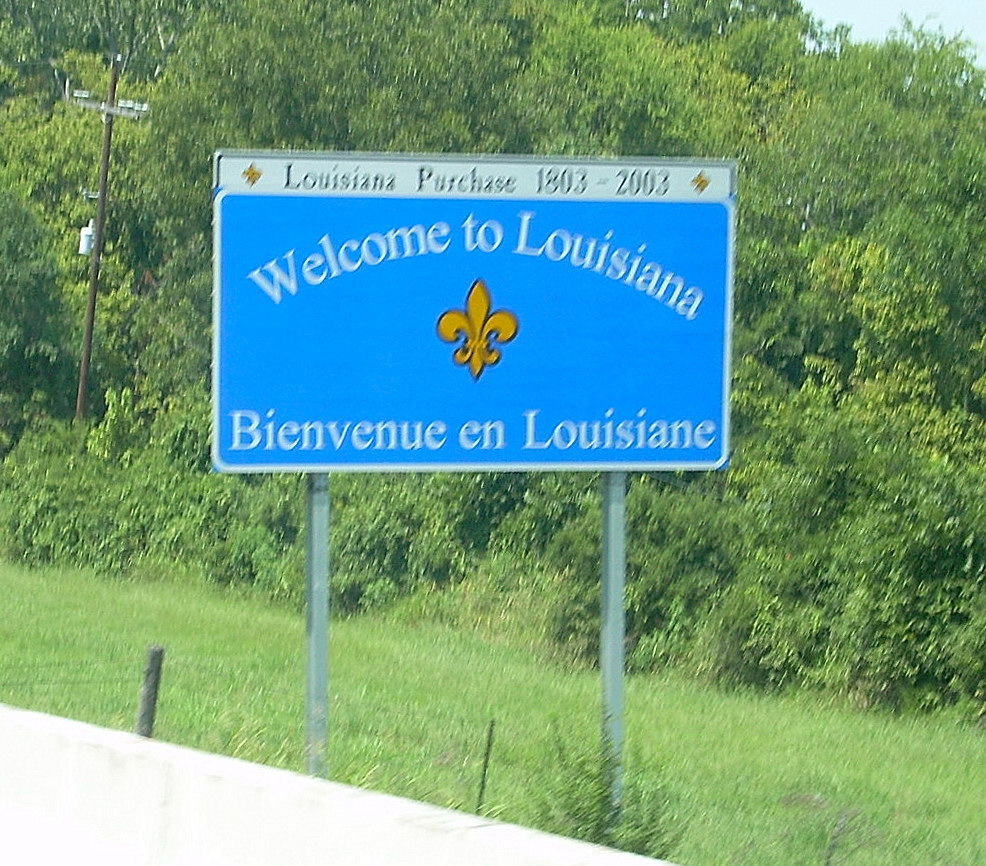
Panneau routier bilingue à l'entrée de la Louisiane.

Le sceau du Minnesota porte une légende en français : « L'étoile du nord ».

La colonisation française en Louisiane a laissé un patrimoine culturel qui est remis en valeur depuis quelques décennies. La langue française demeura encore la principale langue parlée en Louisiane jusqu'à la guerre de Sécession et diffusée également à travers une presse quotidienne rédigée en français ; puis elle régressa en raison de la défaite des Sudistes pour lesquels les Franco-Louisianais avaient pris parti, et de l'arrivée d'immigrants américains. La toponymie des noms des villes, des villages, des montagnes, des bayous et des cours d'eau témoigne toujours du passé historique de la Louisiane française, de Detroit à Baton Rouge en passant par Des Moines,...
Toutefois, l'héritage de la langue française et du français cadien tendait à s'effacer : c'est pourquoi le Conseil pour le développement du français en Louisiane (CODOFIL), créé dans les années 1960, continue à enseigner un français normé entre le français cadien et le français standard métropolitain. Aujourd'hui, les régions cadiennes de la Louisiane (l'Acadiana) forment souvent des associations avec les Acadiens du Canada qui envoient des professeurs de français pour réapprendre la langue dans les écoles. En 2003, 7 % des Louisianais sont francophones, même s'ils parlent également l'anglais. On estime à 25 % la part de ceux qui ont une ascendance française. Ils portent des patronymes d'origine française (Boucher, Cordier, Dion, Menard, Pineaux, Roubideaux, etc.). De nombreuses villes ou villages ont des noms évocateurs : Saint-Louis, Détroit, Baton Rouge, La Nouvelle-Orléans, etc. Le drapeau et le sceau de l'État du Minnesota portent une devise en français : « L'Étoile du Nord ». C'est au CODOFIL que l'on doit, même si elle n'est pas une langue officielle (pas plus que l'anglais), le statut « spécial » de la langue française en Louisiane afin de « préserver, promouvoir, développer la culture et l'héritage français et créole de Louisiane ».
Enfin, la Nation autochtone des Houmas revendique l'héritage francophone qu'elle a conservé jusqu'à nos jours.
Les fêtes et commémorations historiques rappellent la présence française de l'époque moderne : en 1999, La Nouvelle-Orléans a célébré l'anniversaire de sa fondation ; en 2001, ce fut le tour de Détroit. En 2003, de nombreuses expositions ainsi qu'un colloque ont retracé l'histoire de la vente de la Louisiane à l'occasion du bicentenaire.
Certains lieux et de nombreux musées témoignent d'un patrimoine culturel laissé par les Français. On pense en premier lieu au quartier français de La Nouvelle-Orléans. De nombreux forts français ont été reconstitués et ouverts au public. Une partie de la culture louisianaise plonge ses racines dans la période française : le chant créole a influencé le blues et le jazz. La musique cadjine reste très vivante encore aujourd'hui. Le carnaval de La Nouvelle-Orléans témoigne d'une tradition catholique toujours vivace. Quant à Joan Crawford, Sidney Bechet et Joséphine Baker, ce sont sans doute les représentants culturels les plus connus témoignant de l'histoire française en Louisiane ; comme Jackie Kennedy, Bill Clinton ou William Chauvenet rappellent l'importance de l'héritage politique français aux États-Unis ; ou encore Brett Favre, Greg LeMond, Jessica Javelet, Joan Benoit ou Hope Solo font le lien entre la France et le sport américain. Pareillement, des noms d'entreprises telles que DuPont de Nemours, Cadillac, Coca-Cola (historiquement, the French wine cola), Frigidaire… sont aussi un héritage de cette période.